# Torbejevói járás
A Torbejevói járás (oroszul Торбеевский район, erza nyelven Торбейбуе, moksa nyelven Тарбеень аймак) Oroszország egyik járása Mordvinföldön. Székhelye Torbejevo.

## Népesség
- 1989-ben 26 246 lakosa volt.
- 2002-ben 23 285 lakosa volt, akik főleg oroszok, moksák és tatárok.
- 2010-ben 21 479 lakosa volt, melyből 13 434 mordvin, 7142 orosz, 724 tatár.